# Devil – Fahrstuhl zur Hölle
Devil – Fahrstuhl zur Hölle (Originaltitel: Devil) ist ein US-amerikanischer Horror-Thriller aus dem Jahr 2010. Regie führte John Erick Dowdle, das Drehbuch verfasste Brian Nelson nach einer Geschichte von M. Night Shyamalan, der auch als Produzent fungierte. Des Weiteren agierte John Erick Dowdles Bruder Drew als geschäftsführender Produzent. Er ist der erste Teil der geplanten The Night Chronicles-Trilogie. Premiere war in den Niederlanden am 16. September 2010. Der Film startete am 13. Januar 2011 in den deutschen Kinos.

## Handlung
Ein Mann stürzt aus dem 35. Stockwerk eines Hochhauses. Zwei Ermittler der Kriminalpolizei nehmen vor Ort die Ermittlungen auf und finden erste Details, die auf einen Selbstmord hindeuten. Kurz darauf bleibt im selben Haus ein Aufzug stecken, in dem sich der Aushilfs-Sicherheitsmann Ben, der Mechaniker und ehemalige Soldat Tony, der Matratzenverkäufer Vince, die junge Frau Sarah und eine ältere Dame befinden.
Das Licht fällt in beliebigen Abständen für jeweils wenige Sekunden aus. Die Sicherheitsleute im Kontrollraum, die über die Sicherheitskamera alles verfolgen, können mit den Eingesperrten nur sprechen und sie beobachten, jedoch nicht hören, was diese sagen. Als das Licht beim ersten Mal wieder angeht, hat Sarah plötzlich eine Bisswunde am Rücken und die im Fahrstuhl gefangenen Personen beginnen, einander zu verdächtigen. Die Sicherheitsleute holen die beiden Polizisten in den Kontrollraum.
Als das Licht das zweite Mal erlischt, liegt danach die Leiche von Vince auf dem Boden, der mit einer Scherbe des Fahrstuhlspiegels getötet wurde. Auch ein Mechaniker, der den Fahrstuhl reparieren will, stirbt, als seine Abstiegssicherung versagt. Bei der Überprüfung der Sicherung im Keller wird ein Wachmann durch einen Stromschlag schwer verletzt.
Zwischenzeitlich wird der Abschiedsbrief des Selbstmörders gefunden, in dem er schreibt, dass sich die dunkle Präsenz des Teufels nähert. Nachdem das dritte Mal der Strom im Aufzug ausgefallen ist, wird die ältere Dame an einem Stromkabel erhängt aufgefunden. Während des vierten Stromausfalls wird das Genick von Ben gebrochen.
Die einzigen Überlebenden, Tony und Sarah, verdächtigen einander und wollen mit Spiegelscherben aufeinander losgehen, was jedoch Detective Bowden im Kontrollraum mit seiner Geschichte über seine besiegte Alkoholsucht abwenden kann. Diese begann, nachdem seine Frau und sein Kind bei einem Unfall mit Fahrerflucht ums Leben gekommen waren. Der Flüchtige ließ damals nur einen Waschstraßencoupon zurück, auf dem „I’m so sorry“ („Es tut mir so leid“) geschrieben stand.
Als nun das letzte Mal das Licht ausgeht, liegt Sarah mit einer Schnittverletzung auf dem Boden und droht zu verbluten. Während Tony versucht, die Blutung zu stillen, manifestiert sich der Teufel in der Person der älteren Dame. Der Fahrstuhl stürzt plötzlich in die Tiefe, bremst aber noch vor den Federsicherungen auf dem Boden ab. Nach einem kurzen Dialog beichtet Tony mittels Funkgerät, dass er vor fünf Jahren bei einem Unfall mit Todesfolge Fahrerflucht begangen hat. Detective Bowden erkennt, dass es sich um den Tod seiner Frau und seines Sohnes gehandelt hat und vergibt innerlich dem Schuldigen. Der Teufel lässt von Tony ab.
Die Feuerwehr schafft es schließlich, den Fahrstuhl zu öffnen, der Teufel in seiner Inkarnation als alte Dame aber ist verschwunden. Tony ist der einzige Überlebende im Fahrstuhl. Detective Bowden, dessen Familie er auf dem Gewissen hat, fährt ihn alleine zum Polizeirevier und führt einen Monolog, in dem er erzählt, dass er die letzten fünf Jahre überlegte, was er sagen oder tun würde, wenn er den Verursacher des tödlichen Unfalles fände. Tony wird nun klar, dass er die Familie des Polizisten auf dem Gewissen hat.

## Produktion
Die Dreharbeiten begannen am 17. Oktober 2009 in Toronto, Kanada.
Außerdem wurden in Los Angeles einige Szenen aufgenommen.

## Rezeption
Der Film wurde von Kritikern sehr unterschiedlich aufgenommen. Rund 51 Prozent der Rezensionen bei Rotten Tomatoes schätzen den Film positiv ein und kamen zu folgendem Fazit: „Devil – Fahrstuhl zur Hölle ist besser als viele andere Filme, bei denen M. Night Shyamalan mitgewirkt hat, erzeugt aber keine originelle Spannung und wird seinen Anforderungen deshalb nur gerade so gerecht.“
Die Filmzeitschrift Cinema schrieb: „Aufs breite Publikum zugeschnittener Horrorthriller, der auf christliche Urängste abzielt und seine Wirkung nicht verfehlt.“ Der klaustrophobische Thriller sei subtil und setze mehr auf die Phantasie des Zuschauers, denn auf abgerissene Gliedmaßen. Und Jan Hamm von Filmstarts bezeichnete den Film als „ein größtenteils stilsicher erzähltes Genre-Vergnügen“. Devil sei damit mehr als ein „bloßer Prestige-Ausgleich für die angeschlagene Marke Shyamalan“.

## Sonstiges
- Im Trailer zum Film war der Satz „Jeder Tag unseres Lebens ist voller […] unvorhersehbaren Ereignissen“ zu lesen, dessen Grammatikfehler beim Publikum für einiges Amüsement sorgte. Man fühlte sich an ähnliche Fauxpas bei Filmen wie Mona Lisas Lächeln und Pathfinder – Fährte des Kriegers erinnert, die in der Presse zum Teil für einiges Aufsehen gesorgt hatten.

- Das Bruderduo John Erick und Drew Dowdle hatte bereits unter anderem 2008 bei dem Horrorfilm Quarantäne zusammengearbeitet.

- In einer Szene wirft der religiöse Wachmann Ramirez ein Marmeladenbrot zu Boden, um eine anwesende negative Stimmung sichtbar zu machen. Mit dem Phänomen, warum Marmeladenbrote meistens mit der beschmierten Seite auf dem Boden landen, wenn sie versehentlich vom Tisch herunterfallen, beschäftigt sich Murphys Gesetz.

- Ein vergleichbarer Film mit ähnlicher Handlung, in dem mehrere Menschen in einem Aufzug stecken bleiben, ist der deutsche Thriller Abwärts mit Schauspieler Götz George von 1984. Außerdem spielen die Filme Elevator von Regisseur Stig Svendsen von 2011 und Down, eine Neuverfilmung von Fahrstuhl des Grauens, von Regisseur Dick Maas von 2001 in einem Aufzug.